# Francisco Jiménez Arenas
Francisco Jiménez Arenas (Órgiva, Granada, 1872 o 1873-Barcelona, 2 de septiembre de 1936) fue un militar español que ejerció la presidencia accidental de la Generalidad de Cataluña después de la fallida proclamación del Estado catalán el 6 de octubre de 1934. En 1936, participó en Barcelona en la fallida sublevación contra el Gobierno de la República que dio origen a la Guerra Civil, tras la cual fue encarcelado. Fue asesinado por milicianos anarcosindicalistas que le sacaron de la prisión en la que se encontraba.

## Biografía
En su juventud, Jiménez Arenas ingresó en el Colegio Preparatorio Militar de Granada para preparar su ingreso en la Academia General Militar. Tras el cierre de esta en 1893 pasó a la Academia de Administración Militar de Ávila, de donde salió como oficial de Intendencia en 1894. Participó en las campañas de Filipinas y de Marruecos, habiendo obtenido varias condecoraciones.
En octubre de 1934 era coronel de Intendencia en la IV División Orgánica y tras producirse la fallida proclamación del Estado catalán por parte del presidente de la Generalidad, Lluís Companys, el comandante en jefe de la División, el general Batet, tras declarar el estado de guerra le designó el 7 de octubre presidente accidental de la Generalidad. Ocupó esta responsabilidad hasta enero de 1935, cuando el gobierno de la República nombró a Manuel Portela Valladares gobernador general de Cataluña, una vez que la Generalidad de Cataluña fue suspendida mediante un decreto del 2 de enero de 1935.
Posteriormente, fue ascendido a intendente general y nombrado inspector de los Servicios de Intendencia en la 3.ª Inspección General del Ejército con sede en Valladolid. Participó en la preparación de la sublevación militar que dio paso a la Guerra Civil, acudiendo como agente de enlace el día 16 de julio al cuartel general de la IV División Orgánica en Barcelona.
Fracasada la sublevación en Barcelona, fue apresado y encarcelado en el buque prisión Uruguay, que se encontraba fondeado en el puerto de Barcelona. La madrugada del 2 de septiembre fue sacado del Uruguay y asesinado por milicianos anarcosindicalistas, siendo enterrado su cuerpo en el cementerio de Moncada. A pesar de haber sido asesinado, fue juzgado "en rebeldía" en enero del año siguiente por el Tribunal Popular Especial de Barcelona, presidido por Ángel Samblancat, junto con varios militares que habían participado en la sublevación y que habían sido encarcelados tras su fracaso. A pesar de que la sentencia no podría ejecutarse, fue condenado a muerte. Finalizada la guerra su restos fueron identificados y enterrados con toda solemnidad por las nuevas autoridades.

## Familia
Entre sus hijos se encontraban el comandante Ignacio Jiménez Martín, piloto del Jesús del Gran Poder; y el teniente piloto de caza José Luis Jiménez-Arenas Martín, autor del libro Cadenas del Aire. Ambos formaron parte de la aviación franquista.